# Faïza Soulé Youssouf
Faïza Soulé Youssouf (sinh năm 1985) là một nhà báo và tiểu thuyết gia Comoros. Cuốn tiểu thuyết Ghizz của cô , à Tombeau ouvert được xuất bản năm 2015.
Youssouf là một người gốc Moroni. Cô đã từng là chủ tịch của chi nhánh Comorian của Union de la presse francophone, và cô là tổng biên tập của Al-watwan. Cô ấy đã nhận được giải thưởng cho văn bản của mình là tốt.